# Blissoxenos esakii

Blissoxenos esakii (лат.) — реликтовый вид веерокрылых, единственный в составе монотипического рода Blissoxenos из семейства Corioxenidae (Strepsiptera). Япония.

## Описание
Длина тела самцов около 2 мм, основная окраска чёрная (самки коричневые, 3 мм). Усики 7-члениковые. Жвалы отсутствуют. Глаза крупные, состоят примерно из 30 фесеток. Лапки без коготков, 4-члениковые. Паразитируют на клопах Dimorphopterus japonicus (Hidaka, 1959), Iphicrates spinicaput (Scott, 1874), Macropes obnubilus
(Distant,1883) (Lygaeidae, Blissinae). Вид был впервые описан в 1984 году японскими энтомологами С. Миямото (Miyamoto Syoiti; Chikushi Jogakuen Junior College) и Т. Кифуне (Kifune Teiji; Department of Parasitology, School of Medicine, Fukuoka University, Япония). Сходен с родом Malayaxenos.